# Baya Rahouli
Baya Rahouli (in arabo باية رحولي‎?; Bab El Oued, 27 luglio 1979) è un'ex triplista e lunghista algerina, detentrice dei record nazionali di specialità.
Ha preso parte a tre edizioni dei Giochi olimpici dal 2000 al 2008

## Palmarès
| Anno | Manifestazione               | Sede             | Evento         | Risultato | Prestazione | Note |
| ---- | ---------------------------- | ---------------- | -------------- | --------- | ----------- | ---- |
| 1994 | Campionati africani juniores | Algeri           | Salto in lungo | Argento   | 5,41 m      |      |
| 1994 | Campionati africani juniores | Algeri           | Salto triplo   | Oro       | 12,02 m     |      |
| 1994 | Campionati africani juniores | Algeri           | 4×100 m        | Bronzo    | 48"58       |      |
| 1996 | Campionati arabi juniores    | Laodicea         | Salto triplo   | Oro       | 13,48 m     |      |
| 1996 | Mondiali juniores            | Sydney           | Salto triplo   | 10ª       | 12,97 m     |      |
| 1997 | Giochi del Mediterraneo      | Bari             | Salto in lungo | 5ª        | 6,19 m      |      |
| 1997 | Giochi del Mediterraneo      | Bari             | Salto triplo   | 6ª        | 13,25 m     |      |
| 1997 | Giochi panarabi              | Beirut           | 100 m piani    | Oro       | 11"98       |      |
| 1997 | Giochi panarabi              | Beirut           | 100 m hs       | Oro       | 14"11       |      |
| 1997 | Giochi panarabi              | Beirut           | Salto in lungo | Oro       | 6,09 m      |      |
| 1997 | Giochi panarabi              | Beirut           | Salto triplo   | Oro       | 13,51 m     |      |
| 1997 | Campionati africani juniores | Ibadan           | 100 m hs       | Oro       | 13"87 m     |      |
| 1997 | Campionati africani juniores | Ibadan           | Salto triplo   | Oro       | 13,39 m     |      |
| 1998 | Mondiali juniores            | Annecy           | 100 m hs       | 8ª        | 14"05       |      |
| 1998 | Mondiali juniores            | Annecy           | Salto in lungo | 18ª (q)   | 6,12 m      |      |
| 1998 | Mondiali juniores            | Annecy           | Salto triplo   | Oro       | 14,04 m     |      |
| 1998 | Campionati africani          | Dakar            | Salto in lungo | Bronzo    | 6,36 m      |      |
| 1998 | Campionati africani          | Dakar            | Salto triplo   | Oro       | 13,96 m     |      |
| 1999 | Universiadi                  | Palma di Maiorca | Salto triplo   | 4ª        | 14,22 m     |      |
| 1999 | Mondiali                     | Siviglia         | Salto in lungo | 16ª (q)   | 6,55 m      |      |
| 1999 | Mondiali                     | Siviglia         | Salto triplo   | 10ª       | 14,00 m     |      |
| 1999 | Giochi panafricani           | Johannesburg     | Salto in lungo | 6ª        | 6,33 m      |      |
| 1999 | Giochi panafricani           | Johannesburg     | Salto triplo   | Argento   | 14,64 m     |      |
| 2000 | Campionati africani          | Algeri           | Salto triplo   | Oro       | 14,23 m     |      |
| 2000 | Giochi olimpici              | Sydney           | Salto triplo   | 5ª        | 14,17 m     |      |
| 2001 | Giochi del Mediterraneo      | Tunisi           | Salto in lungo | 5ª        | 5,98 m      |      |
| 2001 | Giochi del Mediterraneo      | Tunisi           | Salto triplo   | Oro       | 14,30 m     |      |
| 2002 | Campionati africani          | Radès            | Salto triplo   | Bronzo    | 13,78 m     |      |
| 2003 | Mondiali indoor              | Birmingham       | Salto triplo   | 7ª        | 14,31 m     |      |
| 2003 | Campionati arabi             | Amman            | 100 m piani    | Argento   | 11"69       |      |
| 2003 | Campionati arabi             | Amman            | Salto in lungo | Oro       | 6,18 m      |      |
| 2003 | Campionati arabi             | Amman            | Salto triplo   | Oro       | 14,02 m     |      |
| 2003 | Mondiali                     | Saint-Denis      | Salto triplo   | 11ª       | 14,26 m     |      |
| 2004 | Mondiali indoor              | Budapest         | Salto triplo   | 10ª       | 14,19 m     |      |
| 2004 | Giochi panarabi              | Algeri           | 100 m piani    | Oro       | 11"84       |      |
| 2004 | Giochi panarabi              | Algeri           | 100 m hs       | Oro       | 13"49       |      |
| 2004 | Giochi panarabi              | Algeri           | Salto in lungo | Oro       | 6,19 m      |      |
| 2004 | Giochi panarabi              | Algeri           | Salto triplo   | Oro       | 14,49 m     |      |
| 2004 | Giochi olimpici              | Atene            | Salto triplo   | 6ª        | 14,86 m     |      |
| 2005 | Giochi del Mediterraneo      | Almería          | Salto in lungo | nm        | nm          |      |
| 2005 | Giochi del Mediterraneo      | Almería          | Salto triplo   | Oro       | 14,98 m     |      |
| 2005 | Mondiali                     | Helsinki         | Salto triplo   | 7ª        | 14,40 m     |      |
| 2006 | Campionati africani          | Bambous          | Salto triplo   | 5ª        | 13,47 m     |      |
| 2008 | Giochi olimpici              | Pechino          | Salto triplo   | 22ª (q)   | 13,87 m     |      |
| 2010 | Campionati africani          | Nairobi          | Salto triplo   | 4ª        | 13,64 m     |      |
| 2011 | Mondiali                     | Taegu            | Salto triplo   | 8ª        | 14,12 m     |      |
| 2011 | Campionati arabi             | al-'Ayn          | Salto triplo   | Oro       | 13,59 m     |      |
| 2011 | Giochi panarabi              | Doha             | 100 m piani    | dq        | dq          |      |
| 2011 | Giochi panarabi              | Doha             | Salto triplo   | Oro       | 14,01 m     |      |
| 2011 | Giochi panafricani           | Maputo           | Salto triplo   | Oro       | 14,08 m     |      |
| 2012 | Mondiali indoor              | Istanbul         | Salto triplo   | 14ª (q)   | 13,83 m     |      |
| 2012 | Campionati africani          | Porto-Novo       | Salto triplo   | 5ª        | 13,50 m     |      |
| 2013 | Campionati arabi             | Doha             | Salto triplo   | Oro       | 14,29 m     |      |
| 2013 | Mondiali                     | Mosca            | Salto triplo   | 17ª (q)   | 13,41 m     |      |
| 2013 | Giochi del Mediterraneo      | Mersin           | Salto triplo   | Bronzo    | 14,04 m     |      |